# Фитингоф, Евгений Эмильевич
Барон Евгений Эмильевич Фитингоф (4 мая 1854 — не позднее 1939, Германия) — русский военный деятель, генерал-лейтенант (с 1911).

## Биографические данные
Родился в семье генерал-майора Эмилия Карловича Фитингофа (1816—1896) и его первой супруги Елизаветы Корнельевны Худяковой. Потомок баронского рода остзейского дворянства Фитингоф-Шель. Православного вероисповедания. Первоначальное военное образование получил в Полоцкой военной гимназии. На службу Е. М. Фитингоф вступил 9 августа 1871 года. Продолжил учёбу в 1-м военном Павловском училище, после окончания которого, 10 августа 1873 получил свой первый офицерский чин — подпоручика.
Через год 17 августа 1874 Е. М. Фитингоф был переведен в Измайловский лейб-гвардии полк с чином гвардейского прапорщика. Звание подпоручика гвардии ему присвоено 27 марта 1877.
Участник русско-турецкой войны 1877—1878.
Присвоение званий:
- Поручика — 30.08.1877.
- Штабс-Капитана 17.04.1883.
- Капитана 30.08.1887.
- Полковника 30.08.1892.

2 июня 1898 года Е. М. Фитингоф был назначен командиром 146-го пехотного Царицынского полка. Возглавлял полк до 14 мая 1901.
За отличия по службе 14 мая 1901 ему присвоено звание генерал-майора и назначение командиром лейб-гвардии 4-го стрелкового батальона (в этой должности находился до 18 февраля 1905).
Затем Е. М. Фитингоф — командир 1-й бригады 2-й гвардейской пехотной дивизии (18.02.1905-13.11.1907).
За отличия по службе 13 ноября 1911 присвоено звание генерал-лейтенанта. С того же времени назначен начальником 8-й пехотной дивизии, которая в составе 2-й армии Самсонова, вступила в первую мировую войну.
Участник сражений в Восточной Пруссии в августе 1914. 17 августа 1914 при окружении 13-го и 15-го армейских корпусов 2-й армии генерал-лейтенант Е. М. Фитингоф попал в плен в Комуссинском (Гюнфлисском) лесу.
21 декабря 1914 был отчислен от должности за нахождением в плену. В Россию больше не вернулся. Умер на юге Германии до 1939 года.

## Награды
Российской Империи:
- Орден Святой Анны 4-й степени «за храбрость» (1878);
- Орден Святого Станислава 3-й степени с мечами и бантом (1878);
- Орден Святой Анны 3-й степени (1885);
- Орден Святого Станислава 2-й степени (1890);
- Орден Святой Анны 2-й степени (1894);
- Орден Святого Владимира 4-й степени (1897);
- Орден Святого Владимира 3-й степени (1901);
- Орден Святого Станислава 1-й степени (1904);
- Орден Святой Анны 1-й степени (1906);
- Орден Святого Владимира 2-й степени (1910).

Иностранных государств:
- Французский Орден Почётного Легиона офицерский крест (1897);
- Румынский Орден Звезды 3-й степени (1899);
- Итальянский Орден Короны большой офицерский крест (1903);

## Семья
Евгений Эмильевич был женат на Евгении Фёдоровне Белинской. У них была дочь:
- Ольга Евгеньевна (11.08.1888- ?)